# 1995 у кіно

## Фільми
- Громобій
- Казино
- Ніксон
- Ненависть
- Суддя Дредд
- Сім

### [[Файл:Flag of Ukraine.svg|border|25px]]Україна
- Атентат — Осіннє вбивство у Мюнхені
- Страчені світанки

#### Укранімафільм
- Казка про богиню Мокошу
- Коза-дереза

## Персоналії

### Народилися
- 1 лютого — Паула Бір, німецька акторка.
- 3 березня — Елоїз Сміт, британська акторка («Хроніки Франкенштейна»[en], «Блудниці»[en]).
- 11 травня — Шира Гаас, ізраїльська акторка.

### Померли
- 4 січня — Носик Валерій Бенедиктович, радянський і російський актор театру і кіно.
- 5 січня — Казимирас Віткус, литовський актор театру і кіно.
- 25 січня — Іванов Володимир Миколайович, радянський актор театру та кіно.
- 2 лютого — Дональд Плезенс, англійський актор.
- 9 лютого — Девід Вейн, американський актор телебачення, театру і кіно.
- 21 лютого — Роберт Болт, британський сценарист, драматург, режисер та актор.
- 26 лютого — Корєнєв Олексій Олександрович, радянський і російський кінорежисер і сценарист.
- 16 березня — Альберт Гекетт, американський драматург і сценарист.
- 23 березня — Івашов Володимир Сергійович, радянський і російський кіноактор (нар. 1939).
- 26 березня — Тарасова Ксенія Іванівна, радянська акторка театру і кіно.
- 9 квітня — Нехаєвська Галина Володимирівна, українська акторка.
- 14 квітня — Берл Айвз, американський актор і співак в стилі фолк.
- 18 квітня — Макагонова Роза Іванівна, російська акторка.
- 24 квітня — Хейфиц Йосип Юхимович, радянський і російський кінорежисер.
- 25 квітня — Джинджер Роджерс, американська кіноакторка, танцюристка і співачка.
- 1 травня — Агранов Вульф Йосипович, радянський український і білоруський художник театру і кіно.
- 11 травня — Бєлобородова Ніна Борисівна, радянська і російська акторка театру і кіно.
- 12 травня — Болтнєв Андрій Миколайович, радянський і російський актор театру і кіно.
- 29 травня — Бакштаєв Леонід Георгійович, білоруський та український актор театру і кіно, театральний педагог (нар. 1934).
- 5 червня — Вікландт Ольга Артурівна, радянська акторка театру і кіно.
- 6 червня — Крамаров Савелій Вікторович, радянський, російський та американський актор театру і кіно (нар. 13.10.1934).
- 2 липня — Виноградова Марія Сергіївна, радянська акторка театру і кіно.
- 5 липня — Юрі Ярвет, радянський і естонський актор театру і кіно.
- 24 липня — Єжи Тепліц, польський історик кіно, кінокритик і кінознавець (нар. 24.11.1909).
- 27 липня — Міклош Рожа, угорсько-американський композитор, відомий як академічними творами, так і кіномузикою.
- 1 серпня — Кольцатий Аркадій Миколайович, радянський кінооператор та кінорежисер.
- 3 серпня — Айда Лупіно, британська та американська акторка, режисерка (нар. 1918).
- 21 серпня — Калачевська Любов Пилипівна, радянська українська театральна акторка.
- 6 вересня — Мері Доран, американська акторка кіно.
- 11 вересня — Стржельчик Владислав Гнатович, радянський, російський актор театру і кіно.
- 19 вересня — Олексієнко Володимир Тадейович, український актор.
- 28 вересня — Соколовський Семен Григорович, радянський актор театру і кіно.
- 3 жовтня — Ануров Олександр Герасимович, український актор.
- 18 жовтня — Франко Фабріці, італійський актор (нар. 1915).
- 28 листопада — Шутов Євген Юхимович, російський актор.
- 3 грудня — Кайдановський Олександр Леонідович, радянський і російський актор, кінорежисер, сценарист, педагог.
- 5 грудня — Матвєєв Олексій Миколайович, радянський український художник по гриму.
- 15 грудня — Каштелян Сергій Андрійович, радянський артист, режисер, педагог.
- 16 грудня — Левада Олександр Степанович, український драматург та кіносценарист.
- 22 грудня:
  - Мінц Климентій Борисович, російський кінодраматург.
  - Конарський Віктор Феліксович, радянський, український кінорежисер.